# アルメニア狂詩曲 (イッポリトフ＝イワノフ)
『民族的な主題によるアルメニア狂詩曲』（露: Армянская рапсодия на народные темы）作品48はミハイル・イッポリトフ＝イワノフが1909年に作曲した管弦楽のための狂詩曲。演奏時間は約7分。

## 概要
イッポリトフ＝イワノフの代表作である『コーカサスの風景』と同様に、コーカサス地方の音楽をもとに作曲された作品。素材となったのは、コミタス・ヴァルダペットの名で知られるソゴモン・ソゴモニヤンが収集したアルメニア民謡である。コミタスはチフリス、次いでベルリンで音楽を修めた後、1899年にエチミアジンに戻り、1910年にコンスタンティノープルへ移るまでの11年間、音楽教師、聖歌隊指揮者、典礼音楽の作曲、民謡の収集、編曲と精力的に活動した。イッポリトフ＝イワノフは出版されたコミタスのアルメニア民謡集を見て作曲を思いついたとされる。曲はイッポリトフ＝イワノフ同様、コーカサス地方の音楽を題材とした作品を書いたグルジア生まれの作曲家、ピアニストであるゲンナジー・コルガノフ（1858年 - 1890年）の思い出に捧げられた。

## 編成
フルート2、オーボエ2、クラリネット2、ファゴット2、ホルン3、トランペット2、ティンパニ、トライアングル、タンブリン、バスドラム、シンバル、弦五部

## 構成
連続して演奏される5つの部分から成る。構造は単純なアーチ形（A-B-C-B-A）である。
Moderato assai
4分の4拍子。ホルンと弦楽による3小節の前奏の後、独奏ヴァイオリンが東洋的な詠嘆調の主題を奏す。この部分は独奏ヴァイオリンのみが活躍し、伴奏も弦楽とホルン以外の楽器は沈黙している。
Moderato
拍子が4分の3拍子に変わり、木管楽器に有名なアルメニア民謡「つばめ」（Tsitsernak、Ծիծեռնակ）のメロディが登場する。
このメロディは2回繰り返された後、次の部分に移る。
Allegro moderato
4分の2拍子。初めて打楽器群が加わり舞曲調の音楽が繰り広げられる。
Moderato
4分の3拍子。再び「つばめ」のメロディが奏されるが繰り返しはない。
Moderato assai
4分の4拍子。冒頭の独奏ヴァイオリンによる主題が奏され、消え入るように終わる。